# Lamsid
Lamsid (arabiska: لمسيد; spanska: Lemsid; franska: Lamssid) är en ort i den av Marocko kontrollerade delen av det omstridda området Västsahara.
Enligt Marockos administrativa indelning tillhör orten en landskommun med samma namn i provinsen Bujur. Denna kommun hade 572 invånare enligt Marockos folkräkning 2014.